# Hakenkruizen in New York
Hakenkruizen in New York is een spionageroman van auteur Gérard de Villiers en het 11e deel uit de S.A.S.-reeks met als protagonist de Oostenrijkse prins en freelance CIA-agent Malko Linge.

## Het verhaal
De Sovjet-Unie smeedt een machiavellistisch complot tegen Malko door hem te beschuldigen de voormalig nazi en adjunct-commandant van concentratiekamp Treblinka Rudi Grün te zijn en derhalve verantwoordelijk voor de vernietiging van 600.000 tot 800.000 Joden.
Het bewijs voor deze beschuldiging zou te vinden zijn onder zijn linkeroksel: een tatoeage met zijn inschrijfnummer van de SS. Daarnaast beschikken zijn tegenstanders over een foto van Malko in SS-uniform.
Met dit complot probeert de KGB Malko voor hen te laten spioneren en als hij weigert hierop in te gaan zij de Israëliërs over zijn oorlogsverleden te zullen informeren.
Malko ontdekt dat hij in New York door Sabrina in opdracht van de KGB is gedrogeerd en het moment is dat de KGB de tatoeage heeft aangebracht en de foto waarop hij een SS-uniform draagt is gemaakt.
De enige uitweg uit deze nachtmerrie is het opsporen van de echte Rudi Grün, die door de autoriteiten echter officieel is dood verklaard. Deze keer is Malko echter geheel op zichzelf aangewezen.

## Personages
- Malko Linge, een Oostenrijkse prins en CIA-agent;
- Rudi Rudi Grün;
- Sabrina, een Amerikaanse schoonheid;